# NGC 6417
NGC 6417 (другие обозначения — UGC 10945, MCG 4-42-1, ZWG 141.4, IRAS17397+2341, PGC 60709) — спиральная галактика с перемычкой (SBb) в созвездии Геркулес.
Этот объект входит в число перечисленных в оригинальной редакции «Нового общего каталога».